# Президентський палац (Варшава)
Президе́нтський пала́ц (пол. Pałac Prezydencki, Pałac Prezydencki w Warszawie) — офіційна резиденція глави польської держави та президента, розташований у Варшаві, Польща. Спочатку побудований у 1643 році як аристократичний особняк,  архітектори його кілька разів перебудовували. Нинішній неокласичний палац був завершений у 1818 році.
Палац був місцем проведення важливих історичних подій у польській, європейській та світовій історії. У 1791 році в приміщенні приймали авторів та прихильників Конституції від 3 травня 1791 року — одної з перших сучасних європейських конституцій. У 1818 році палац розпочав свою подальшу роботу як урядова структура, коли він став місцем перебування віце-короля (намісника) Конгресу Польщі. У 1918 році палац був прийнята нещодавно відновленою польською владою і відтоді став місцем Ради міністрів. Під час Другої світової війни він служив адміністративною будівлею для німецьких окупантів країни і пережив Варшавське повстання 1944 року. Після війни палац відновив свою функцію як місце польської Ради міністрів. 14 травня 1955 р. У Президентському палаці між Радянським Союзом та країнами Східного блоку було підписано Варшавський договір. З липня 1994 року палац став офіційним місцем перебування Президента Республіки Польща.

## Історія
Будівництво сучасного Президентського палацу у Варшаві розпочав у 1643 році  гетьман Станіслав Конєцпольський, власник міста Броди та численних латифундій, розташованих на східних кордонах Речі Посполитої. Палац не був добудований за життя гетьмана, оскільки він несподівано помер у 1646 р. у своїй резиденції в Бродах, через кілька тижнів після того, як взяв молоду дружину.

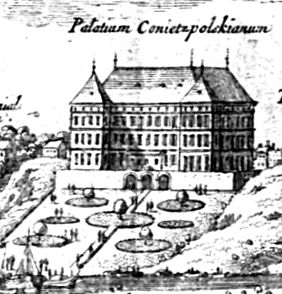
Палац Конецпольських у 1656 р .; вона була спалена під час Шведського потопу

Архітектором палацу був Костянтино Тенкалла, архітектор польського короля Владислава IV та дизайнер Колони Сигізмунда перед сусіднім Королівським замком на честь Сигізмунда III Польщі. Палац добудував син Конецпольського Олександр у стилі барокової резиденції, імітуючи північну Італію та Геную. Вигляд палацу на варшавській панорамі 1656 року  Еріка Дальберга підтверджує це.
Наступним власником палацу був Єжи Себастьян Любомирський — Великий коронний гетьман і коронний канцлер, а згодом керівник заколоту проти короля.
У 1674 році на наступні 144 роки палац став власністю родини Радзивілів.
Його придбав у нащадків Єжи Себастьяна Любомирського — Станіслава Іраклія Любомирського та Ієроніма Августина Любомирського — Михайло Казимир Радзивіл з лінії Несвіж — Олика, дружина якого Катерина була сестрою короля Яна ІІІ Собеського . Після її смерті її син Кароль Станіслав Радзивілл I розпочав реконструкцію палацу. Це доручення він доручив архітектору короля Августину Лоччі.

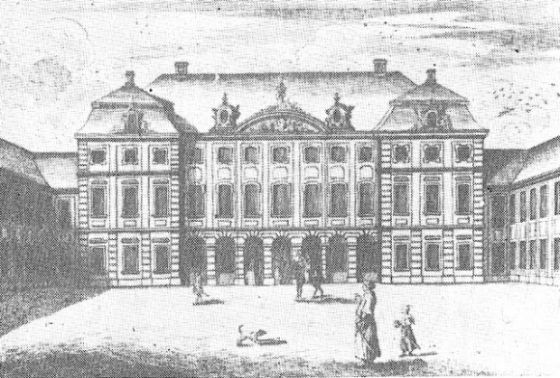
Палац Радзивілів у 1762 році

Наступним спадкоємцем  був Кароль Станіслав Радзивілл, воєвода віленський, син Михайла Казимира «Рибенка» Радзівіла. Він успадкував величезні маєтки від свого батька та дядька, що зробило його найбагатшим магнатом Польщі у другій половині 18 століття та одним з найбагатших людей Європи. Він здав палац в оренду Францишку Риксу для розміщення театру, який ставив вистави та кидав кульки в масках.  Одне з найбільш вражаючих свят, проведених ним, було в день святої Катерини, 25 листопада 1789 р., 25-річчя коронації короля Станіслава Августа, та вшанування пам'яті Союзу Литви з Польською короною. Було запрошено чотири тисячі гостей, а свято обійшлося у понад 2 мільйони злотих .

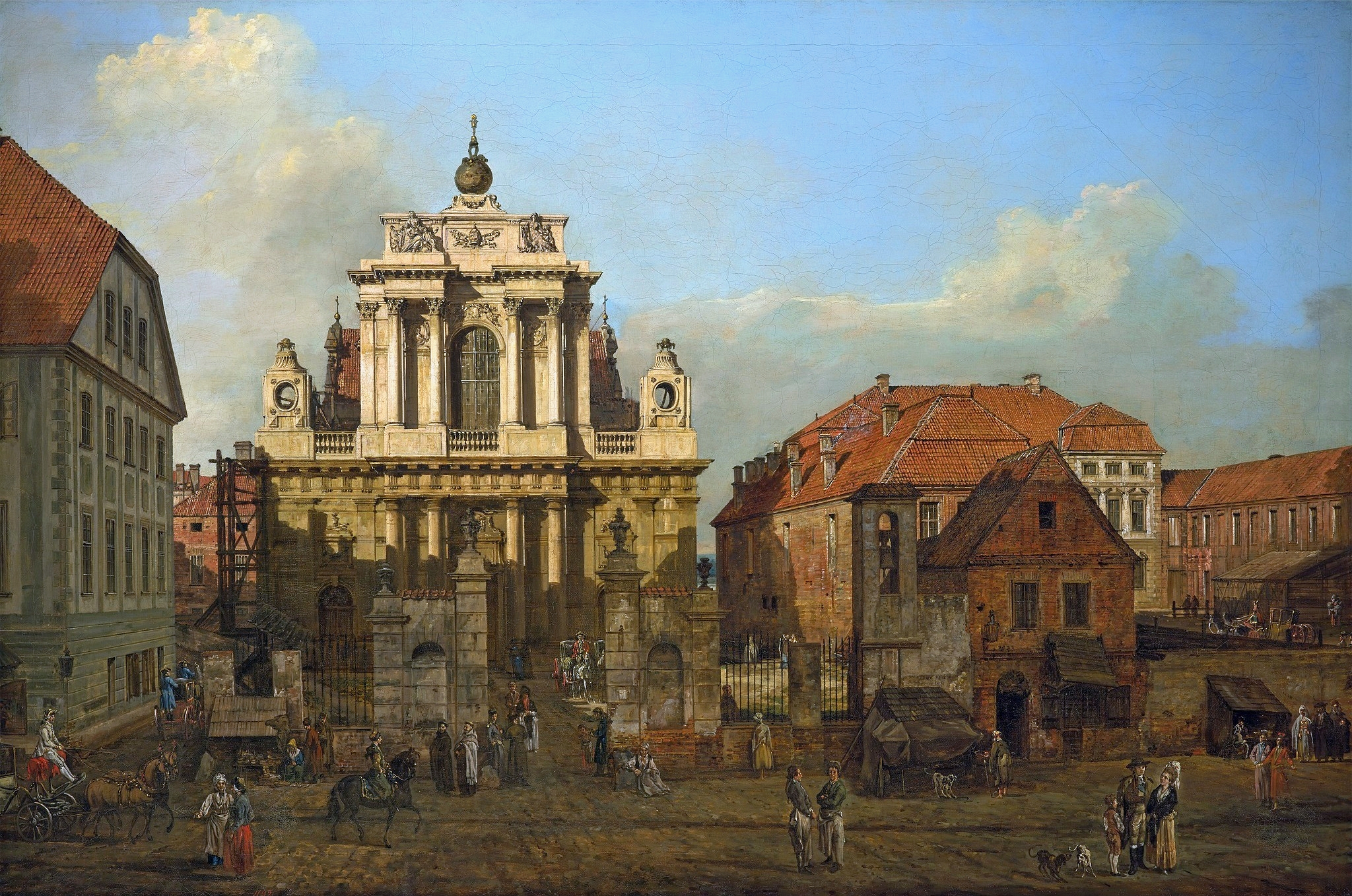
Церква кармелітів та палац Радзивілів (праворуч) у 1780 р., Живопис Бернардо Беллотто

У ніч з 2 на 3 травня 1791 р. Конспіративна група членів чотирирічного сейму, яка прагнула врятувати Рис Посполиту, зібралася в палаці, щоб розробити стратегію прийняття наступного дня Конституції 3 травня.
У 1818 році палац став місцем перебування віце-короля Польського (конгресного) королівства.

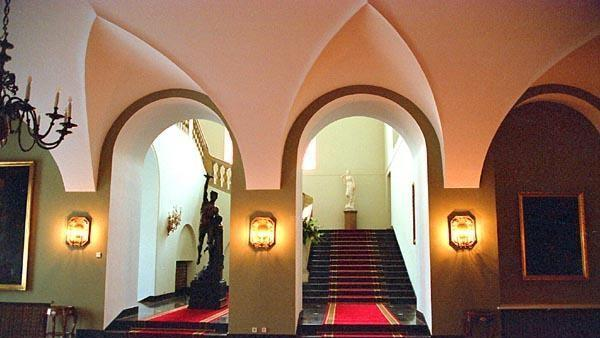
Великі сходи

1852 рік приніс палацу лихо. Вогонь спалив основну частину будівлі майже дотла. Залишились  обгорілі стіни. Реконструкція була доручена Альфонсу Кропівницькому (1803–1881). Реконструкція палацу була завершена в 1856 році. Палац отримав той самий архітектурний екстер'єр, що і до пожежі, але інтер'єр збагатився новими декоративними елементами. Автором прикрас кімнати був Болеслав Подчашинський.
У 1918 році будівлю взяли під владу нещодавно відновлені польські органи влади, а ремонт палацу було доручено Маріану Лалевічу. Будівля стала офіційним місцем голови Ради міністрів (прем'єр-міністра) та самої Ради міністрів. У бічних крилах розміщувались канцелярії Ради міністрів. 

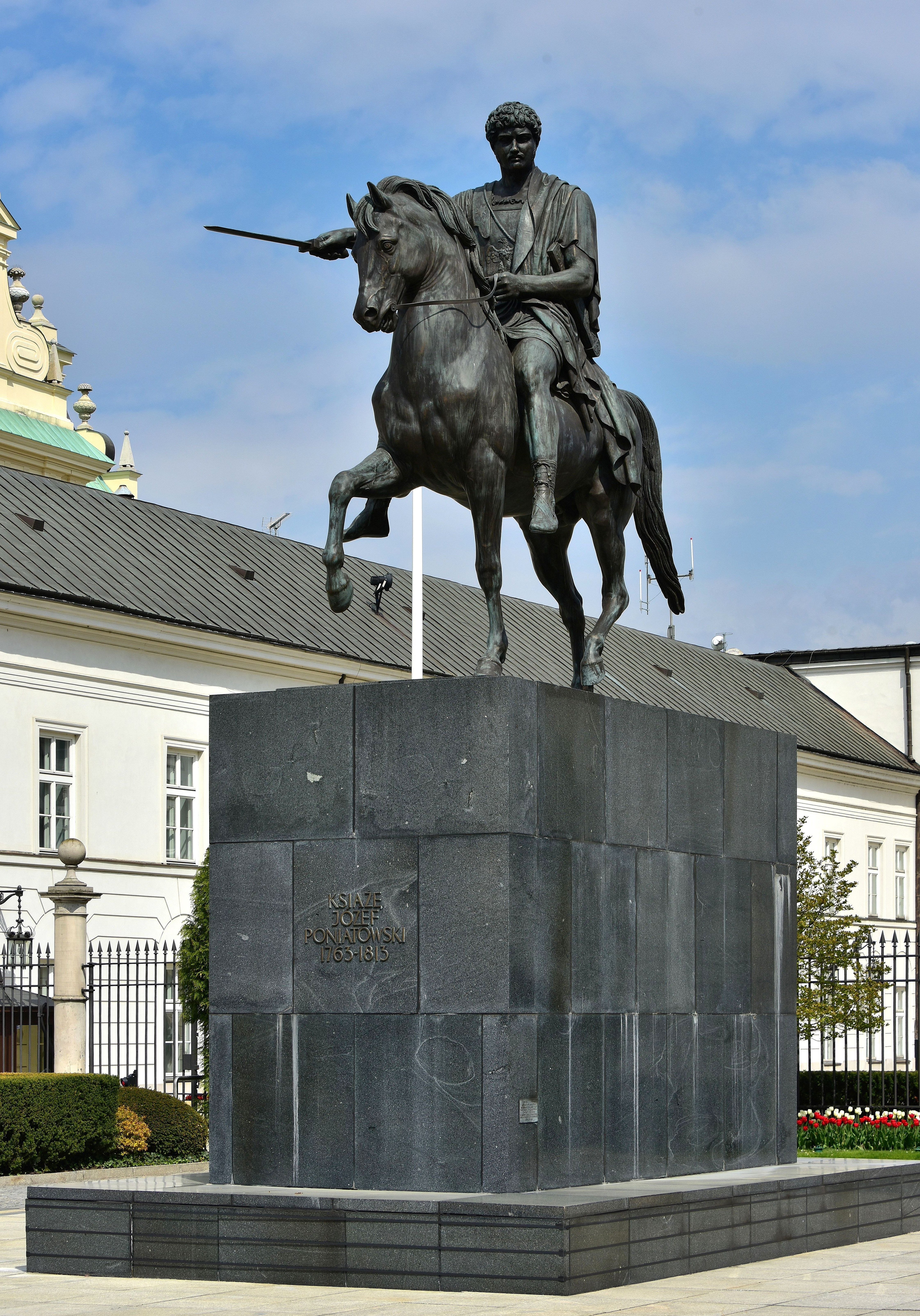
Кінна статуя князя Юзефа Понятовського

У 1939 році палац зазнав мінімальних збитків. У 1941-1942 рр. Польськими архітекторами Янушем Нагорським та Яном Лукасіком його було кардинально реконструйовано.  В ході роботи з великою ретельністю було відремонтовано орнаменти в стилі рококо в кімнатах з краєвидом на сад.  На сходах було розкрито пару картин гризайля, на яких були зображені мотиви орла та зброї. Німці хотіли демонтувати орлів як польські національні емблеми, але дозволили їм залишитися після того, як пояснили, що це були наполеонівські орли, улюблений мотив періоду Французької імперії.  
Після звільнення Варшави палац був реконструйований Антонієм Бруше та Антонієм Яворніцьким. У 1965 р. Класична кінна статуя Бертеля Торвальдсена князя Юзефа Понятовського, яка раніше стояла перед зруйнованою нині будівлею польського Генерального штабу (Саксонський палац) на сусідній площі Пілсудського (колись відома як Саксонська площа), була перенесена до внутрішній дворик перед палацом віце-короля.
Після Другої світової війни палацслужив місцем перебування Ради міністрів, поки остання не переїхала до свого теперішнього місця на проспекті Уяздов.
З липня 1994 року палац був офіційним місцем перебування Президента Польщі  замінивши менший палац Бельведер. Однак президент Броніслав Коморовський вирішив перенести резиденцію назад до Бельведера.

## Галерея

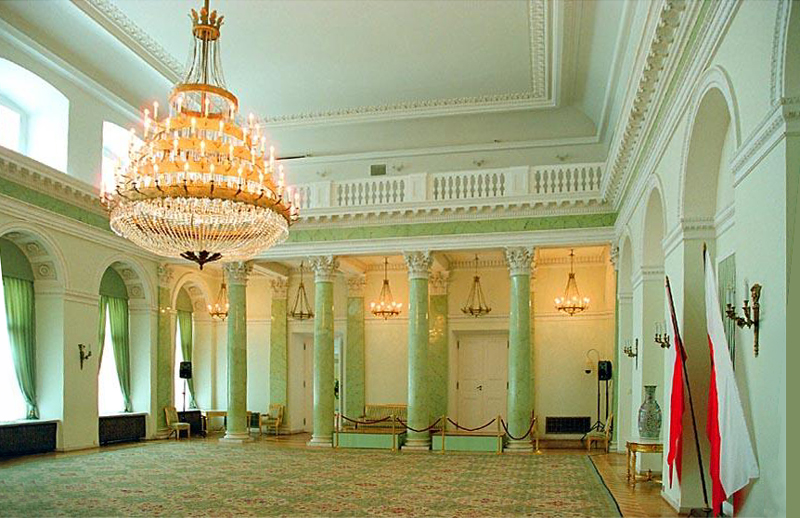
Колонна зала
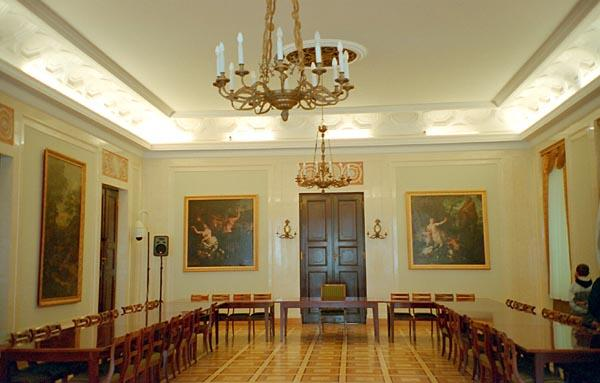
Кімната для малювання
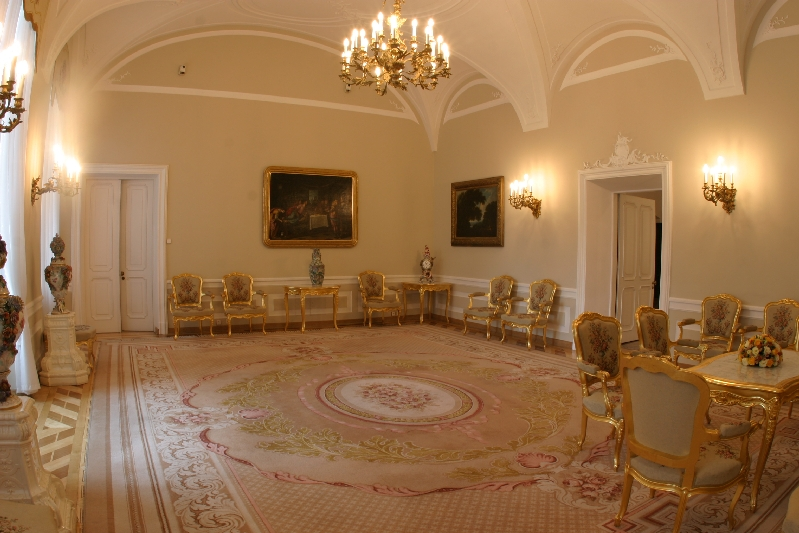
Біла кімната
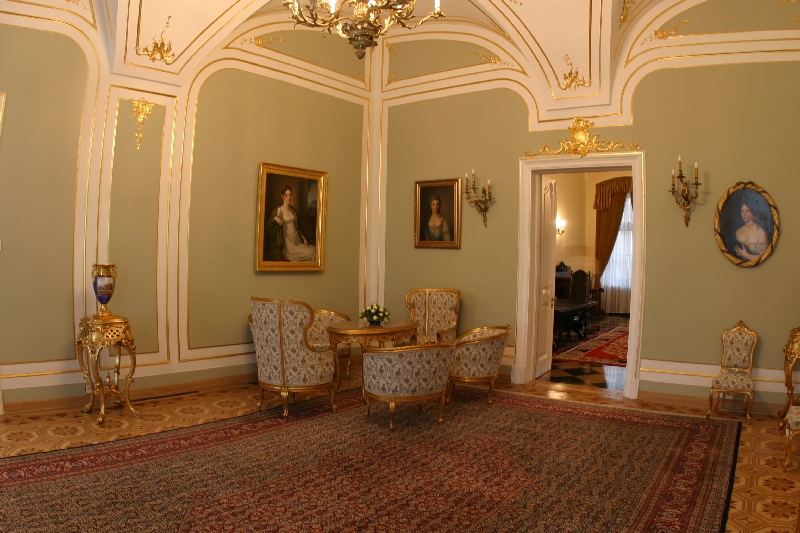
Кімната в стилі рококо
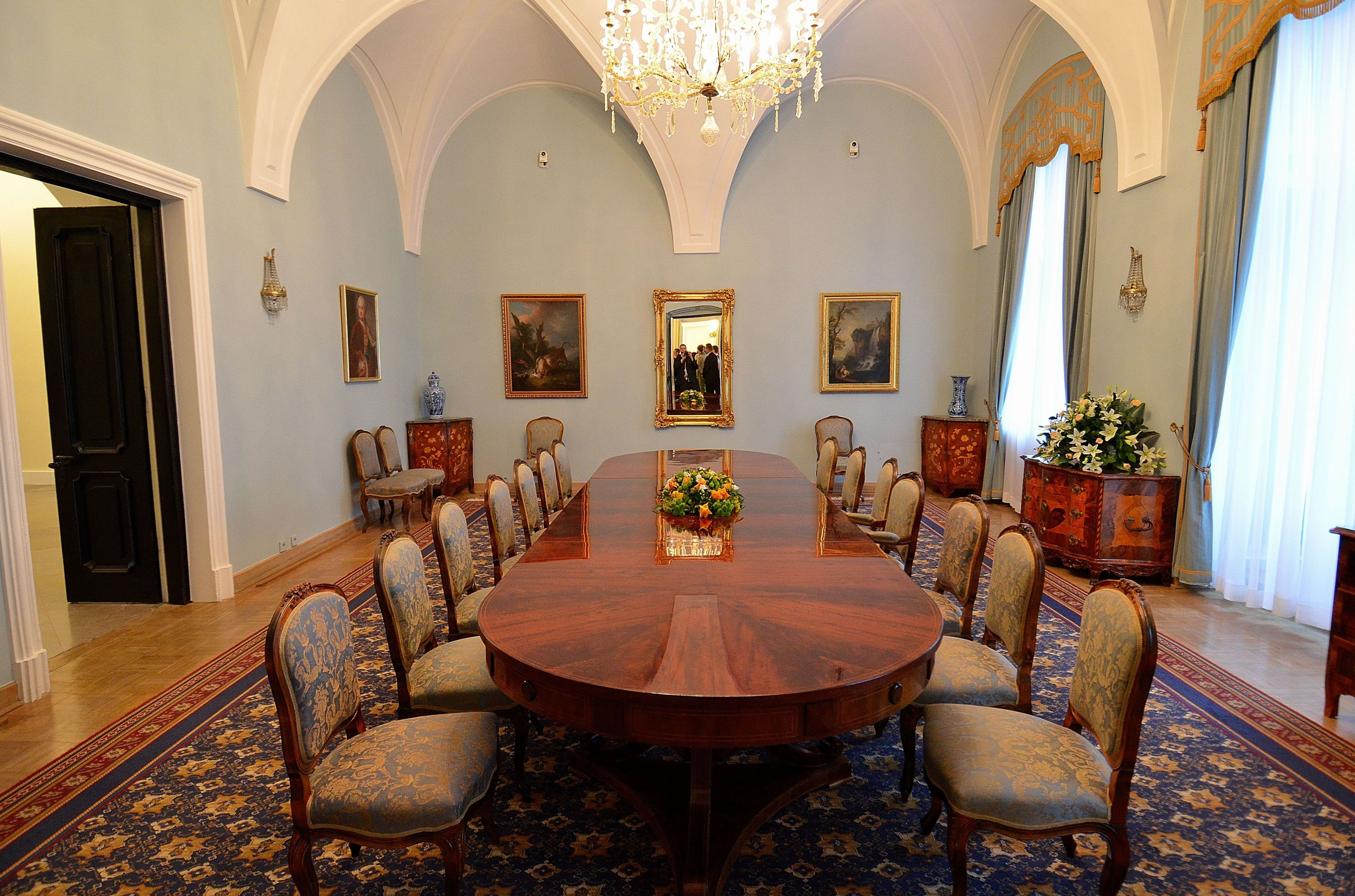
Блакитний зал
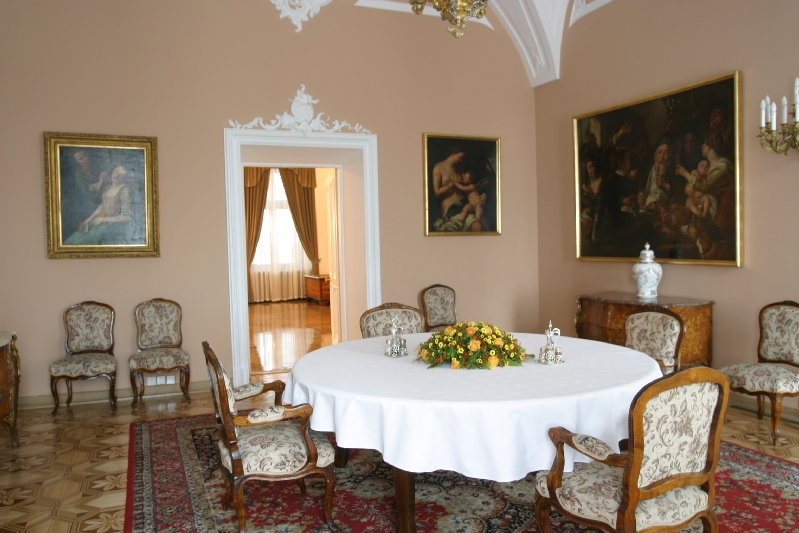
Їдальня
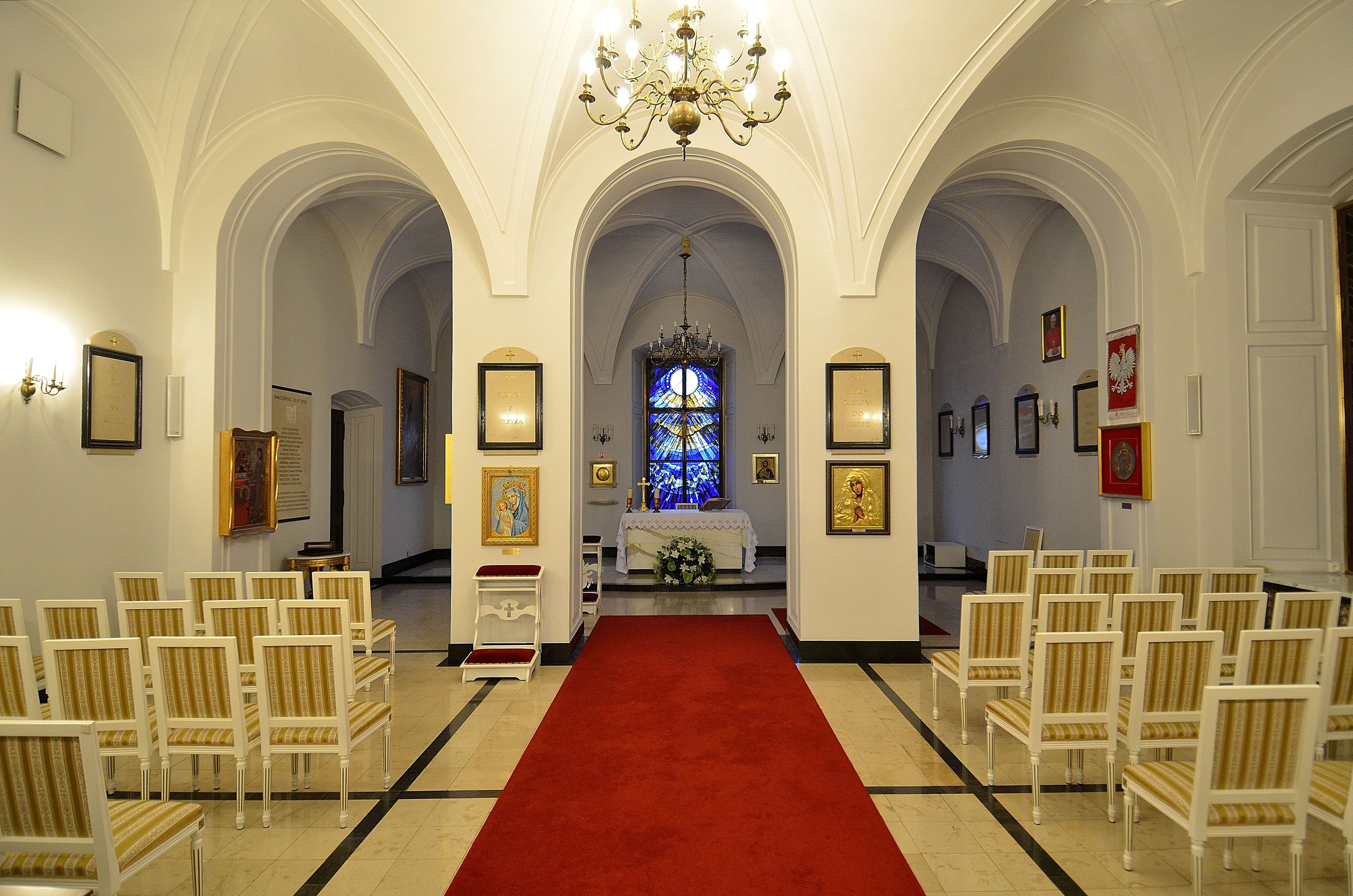
Каплиця
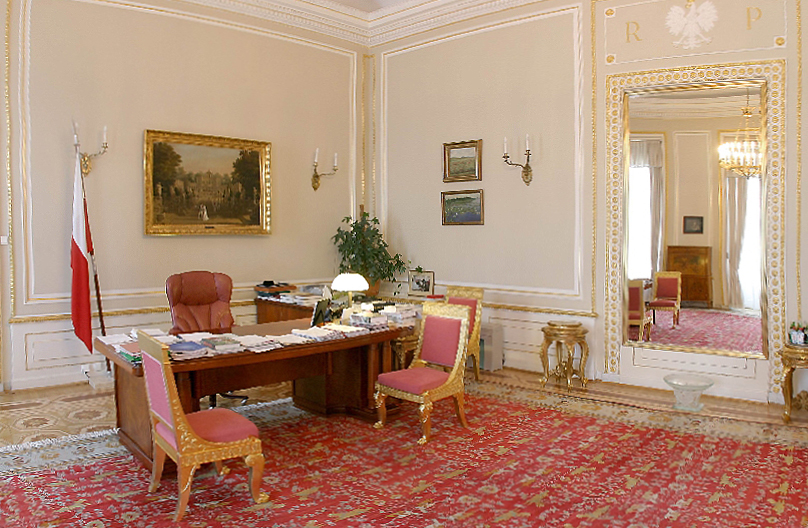
Кабінет Президента
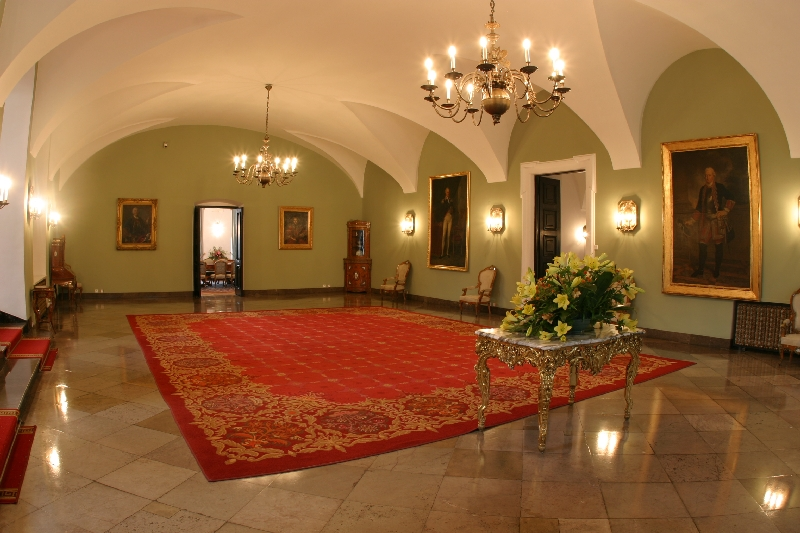
Гетьманська кімната
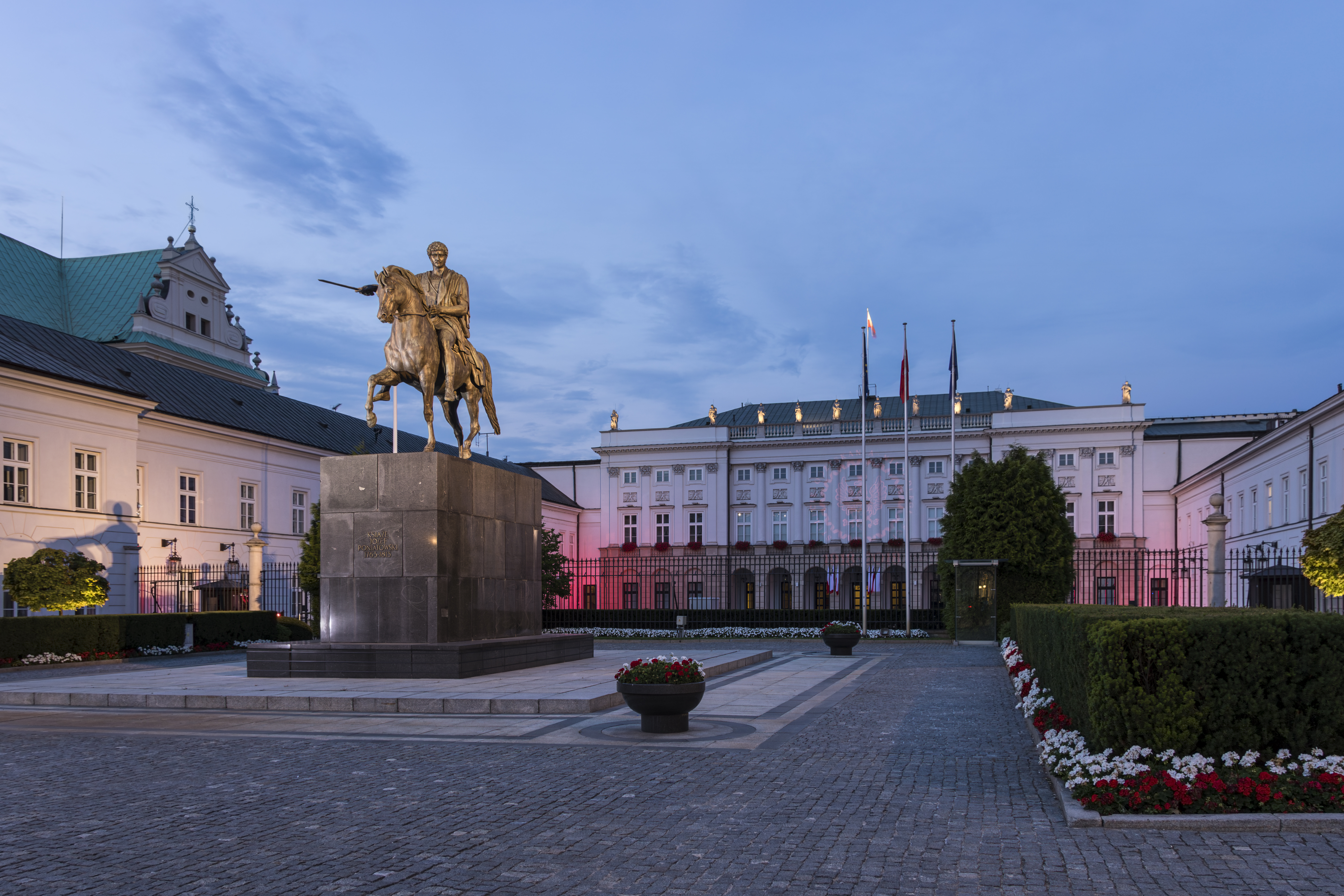
Підсвічування
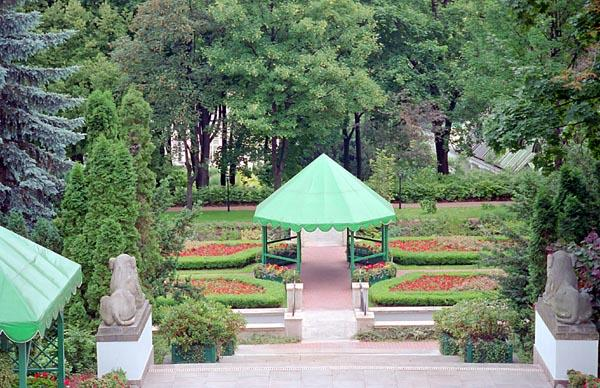
Садовий
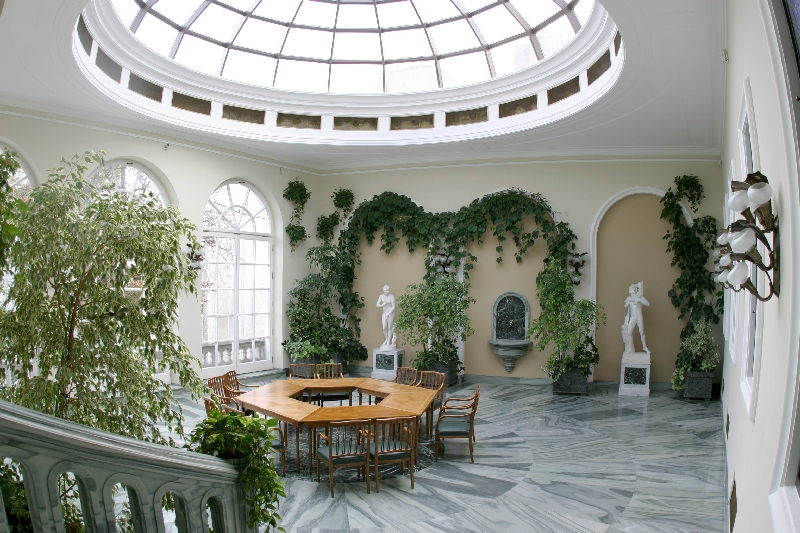
Оранжерея
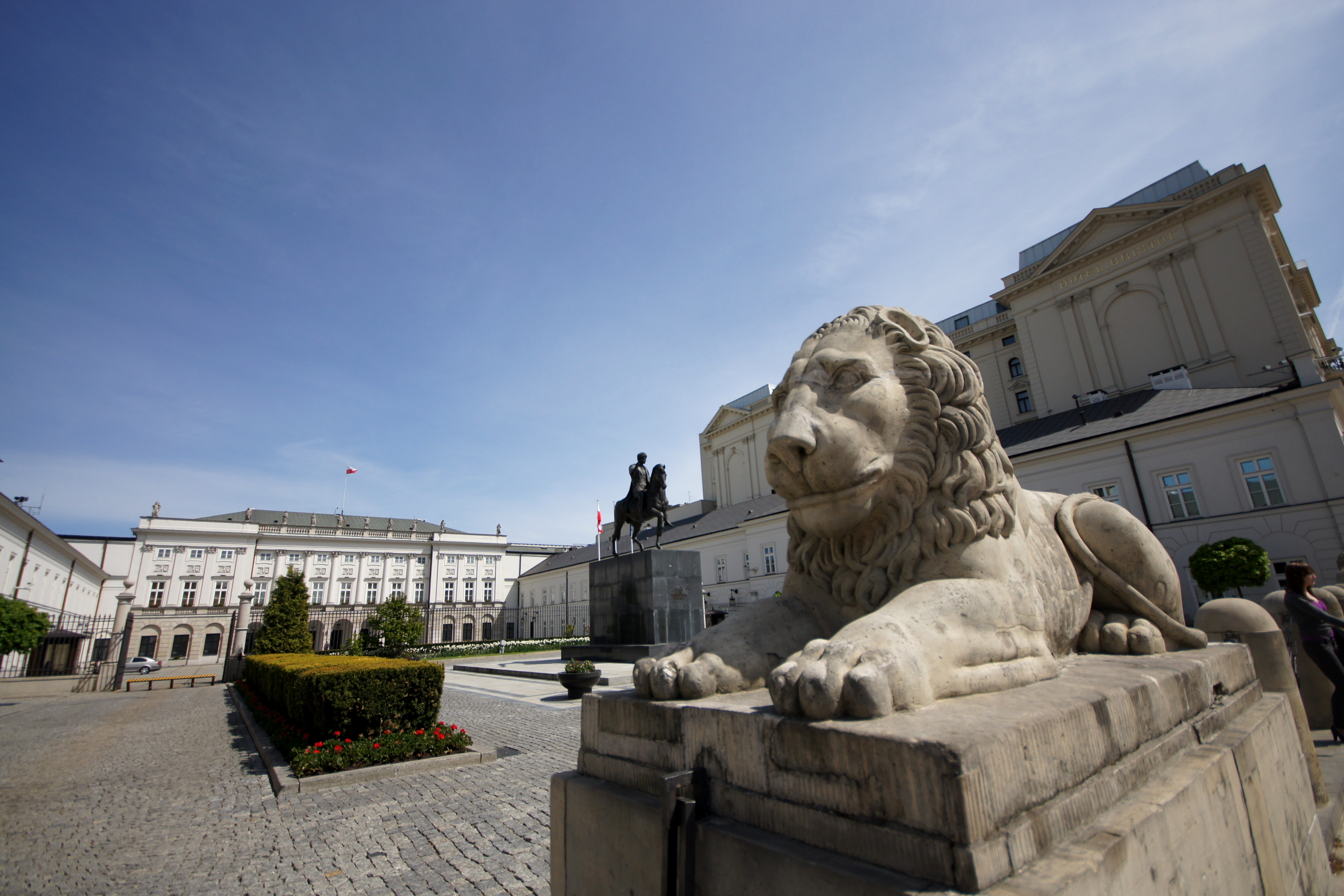
Скульптура лева Камілло Ландіні
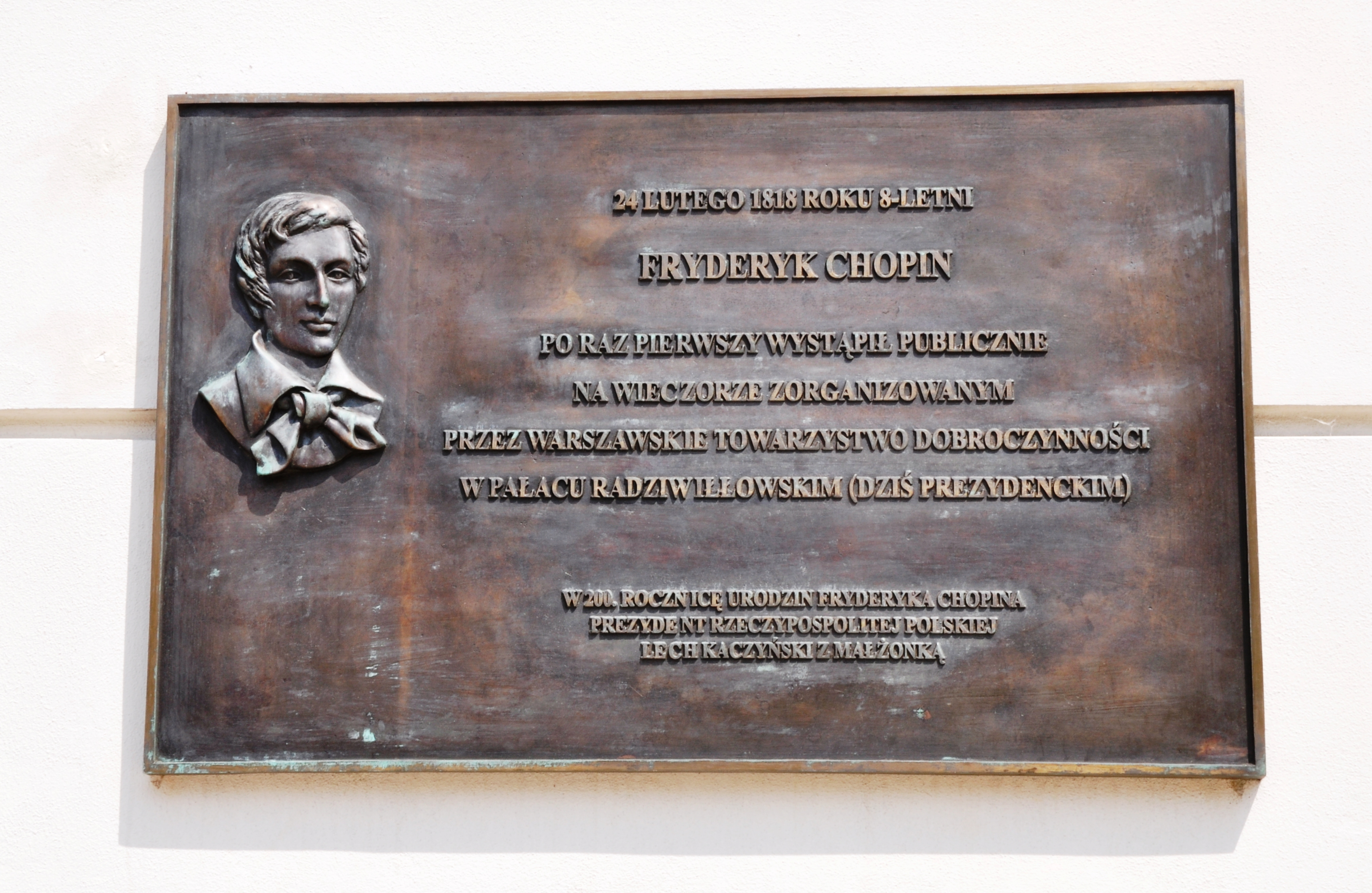
Меморіальна дошка на честь першого виступу Фредеріка Шопена 24 лютого 1818 року